# Pequeno cão leão
Pequeno cão leão[Nota] (em francês:  Petit Chien Lion) é uma raça oriunda da França, considerada resiliente e ativa, disposta a desafiar cães maiores e que responde bem ao adestramento de obediência, apesar deste ser considerado difícil para donos inexperientes. Conhecido desde o século XVI, este animal tornou-se raro antes do século XX e ainda não é muito comum. Provável descendente dos primeiros bichons do Sul da Europa, é o único que ainda mantém a tosa do tipo leão: meio corpo tosado em pêlo curto, pluma de pelo na cauda e nas patas, e pelagem penteada lembrando a juba de um leão. De pelagem fina, que requer cuidados constantes, exibe ainda a sem tosa, que apesar de densa, fornece pouco isolamento.